# モリガン・アーンスランド
モリガン・アーンスランド  (Morrigan Aensland) は、カプコンの2D対戦型格闘ゲーム『ヴァンパイア』シリーズに登場する架空のキャラクター。

## 概要
初代『ヴァンパイア』（以下『初代』）から登場する女性キャラクターで、シリーズを代表する人気キャラクター。『ヴァンパイア セイヴァー』（以下『セイヴァー』）のバックストーリーではジェダに次いて主要な物語の中核に座しており、シリーズの世界観内でも主要な立ち位置に置かれている。
『ストリートファイター』シリーズの春麗に並ぶカプコン格闘ゲームヒロインとして著名であり、VS.シリーズを主とした多数の外部作品へ客演している。
キャラクターデザインの原案は、当時カプコンに在籍していた柴田洋によるもので、フェリシアのデザイン原案も担当している。

## キャラクター設定
魔界の三大貴族アーンスランド家の当主、“魔王”ベリオール・アーンスランドの養女にして次期当主のサキュバス。しかし、当の本人は「魔王」の地位に興味がなく、魔界には無い刺激を求めて居城であるアーンスランド城を離れ、人間界を訪れてばかりいる。『セイヴァー』では衰弱したベリオールの死に伴い当主の座を得るも、「魔王などになって家臣に傅かれるのは真っ平だ」として、いとも容易く継承権を放棄し相変わらずの気ままな生活を送る。ジェダの創り出した魔次元が突如アーンスランド城を取り込んでも、「新たな遊び場所を得た」と楽しむほど、楽天的である。
以上のように快楽主義や刹那主義の傾向があり、魔界の諸々な事情には怠惰的かつ関心が薄い。

### 性格
『初代』から『ヴァンパイアハンター』（以下『ハンター』）までは、性格を「モリガンの性格が一般のサキュバスとはかなり異なることはたしかである」「今の自分が楽しければそれでいいと思っている」と設定されていた。しかし、『セイヴァー』では後述のように「サキュバス族全体が自身の絶滅性を悲観することなく気ままな暮らしを楽しんでいる」と、気まぐれな行動理念は種族自体の気風に設定された。その他、『ハンター』までの勝利台詞や勝利デモに見られたお転婆で高慢な面も、『セイヴァー』以降は鳴りを潜めている。
VS.シリーズの『MARVEL VS. CAPCOM』（以下『MvC』）シリーズや『CAPCOM VS. SNK』（以下『CvS』）シリーズでは技や勝利ポーズ、台詞などにセックスアピールが前面へ押し出されている。

### 出生の秘密
サキュバス、ひいては魔族全体で見ても異例の三大貴族が属するS級クラス以上の魔力を有して誕生した経緯があり、生まれて間もなくベリオールにより魔界の統治者の後任として見出されるが、あまりに強大過ぎる力は暴走によって魔界に甚大な被害をもたらしかねず、そしてまだ幼いモリガンの身の破滅を危惧されたため、その魔力を3つに分けられている。1つはベリオールが自らの内に封じてその死と共に消滅、残り2つをモリガンと封印空間に閉じ込められた魔力が自我を宿した存在であるリリスが有している。
『セイヴァー』のアーケードモードにおけるモリガンのエンディングでは、元の身体（モリガン）への回帰を切望するリリスを身に受け入れたことの影響で、以前は退屈に見えていたものが新鮮に映るといった心理的変化が見られた。融合により元あった魔力は2/3程度戻ったが、消滅した残り1つの魔力の回帰は叶わないため、生まれたままの完全な力は得られなくなってしまっている。この事態はベリオールの望んだ結果ではなく、ベリオールは2つに分断した魔力がその性質ゆえに強く惹き合ってしまうことの対策として、自身の中へさらに分断した3つ目の魔力を封ずることで暴走を防ぎ、自らの死後には封印空間の魔力、自身の中に封じた魔力の両方が力を戻すに値するまで成長したモリガンへ向かうはずであった。モリガンがベリオールの死後まで自分の半身の存在に気付けなかったのは、その存在自体を彼女自身に悟らせないようにするための封印だったからである。
リリスと融合した状態のモリガンがリリスと分離が可能かどうかは、『ヴァンパイア』シリーズ中に描写されていない。『MvC』や『MARVEL VS. CAPCOM 2 NEW AGE OF HEROES』（以下『MvC2』）では戦闘開始イントロにモリガンとリリスが融合する演出があり、技の一部にリリスが出現したり攻撃を行うものがある。『MvC』の企画を務めた冨田篤によるとリリスとの融合後で本来の力を取り戻している設定で、リリスとの分離も可能ということになっている。また、『ポケットファイター』（以下『PF』）や『タツノコ VS. CAPCOM』（以下『TvC』）などではダークネスイリュージョン（後述）においてリリスが分身の代わりに登場するなど、外部作品では分離が可能である場合が多い。

### 容姿と特色
淡い水色から薄緑色のストレートロングヘアと緑色の瞳、前胸部周りを強調した服装が特徴的。基本コスチュームは上半身部分が胸を含め大きくはだけており、胸下はハートマークを象った穴が空き肌を露出している。下半身はスーパーハイレグ状の黒いレオタードに、コウモリの模様があしらわれた紫色のタイツ、ふくらはぎを引き締めヒールの効いたハーフブーツを着用している。
背部と頭部にコウモリ状の羽根が1対ずつ生えており、それぞれ大小サイズが異なっている。羽根は変幻自在であり、イメージした様々な武器の形に変化させられる。背の羽根をスラスターへ変形させることで、高速飛行も可能。使役するコウモリはモリガンのお供であり、普段は羽根や髪の中に隠れている。
『ハンター』以降の多くの勝利ポーズでは様々な衣服を着用した人間の姿に変身、またはコウモリが衣装の形状を変えてモリガンを彩る。また、『MvC』シリーズの技「ソウルイレイザー」ではコウモリ自身も変形している。

### サキュバス族
『ヴァンパイア』の世界観内におけるサキュバス族（特にアーンスランド家領内に住む種族）の設定は、実際に在る伝承や見聞とは異なっている部分が多く、以下のように作品独自の見解がなされている。インキュバス族も作品内に直接登場しないものの、同様に独自設定が設けられている。
- モリガンの目的は闘うこと＝刺激を得ることであって、相手の精を吸い取ることではない。もちろん、生きるためには吸うことは当然ある。吸い取る方法はいろいろあるが、モリガンの場合は口唇から口唇、いわゆるキスで吸い取ることが多いようだ（[3]より抜粋/『初代』）。
- 外部からの精神的&肉体的刺激を受けることにより体内に特殊分泌液を生成し、それによって生命維持を行う。何もない閉所に閉じ込めようものなら退屈さと無刺激で2日目には死んでしまう。
- 不足な栄養を補うため、生物の見る「夢」から生じる特殊な分泌液を奪い代用の糧にできるよう進化している。
- 実際の伝承のように個体の生物から精気を吸い取ることもできるが、効率が悪い。
- サキュバスの血液や唾液などには強力な催淫効果があり、直接摂取すれば人間なら即死もありうる。体臭は血管を弛緩させる成分を含み大量発汗を促す。彼女らを目の前にした人間の男は、その色欲に陥没を免れない。
- 近年、夢を代用の糧として人間界にも手を伸ばしているが、十分な量を摂ることさえ困難となり、深刻な栄養不足の状況にある。
- サキュバス族の寿命は個体差はあれど約400年。生まれてから数十年で成体となり、その後は死ぬまで美しい姿を保つ。種としての彼女らの存続が危うくなってきたのはここ数百年のことである。モリガンがアーンスランドの後継者となった時点で、サキュバス族は魔界に約200人。このままでは1〜2世代後には種族そのものが消え去ってしまう。彼女らはしかし、その状態を悲観することもなく、気ままな暮らしを楽しんでいる（[4]より抜粋/『セイヴァー』）。

### 他キャラクターとの関係
『ヴァンパイア』が登場・紹介されるメディアの多くでモリガンとデミトリがライバル関係に位置付けられることが多いが、シリーズの劇中で両名が初めて対峙したのは『ハンター』のデミトリエンディングである。約100年前にベリオールと魔界の覇権を賭けて戦った結果、人間界へ追いやられて弱体化したデミトリは力を蓄え、魔界へ舞い戻る。しかし、それ以前に同作のモリガンエンディングにて、ベリオールの没後にモリガンが形式上アーンスランド家当主を継承していたため、彼女をベリオールの代わりとして魔界最強の座を賭けて挑んだ。対するモリガンも「望むところよ」の一声と共に受けて立ち、後年に「魔界大戦乱」と呼ばれる熾烈な戦いを始める。
『ハンター』から時系列が幾分進んだ『セイヴァー』では、バックストーリーの時点で「魔王」の座にこだわり挑み続けてくるデミトリにモリガンは辟易しており、フェリシア使用時のCPU戦における乱入対戦相手として登場する際のデモセリフで「今しつこい男につけまわされて、まいってんの」と述べている。一方、デミトリがプレイヤーキャラクター時の最終戦相手として登場する際には「今のあなた、とても素敵よ。『気』の高まりをビンビン感じるわ」と発言するが、その言葉の意図はモリガン本人のみが知るところである。
『セイヴァー』のCPU戦の乱入相手としてフェリシアと対峙する際のセリフに「どう? 元気にしてた? 子ネコちゃん」「久しぶりに、あたしと遊びましょ」とあり、少なくとも敵対関係にはなく、遊び相手として気さくに接している様子。『NxC』では『セイヴァー』での乱入対戦時同様、フェリシアを子ネコちゃん呼ばわりして気さくに接している一方、当の本人に露骨に嫌な顔をされている（この際一緒にその場にいたレイレイも同様に嫌がっている）。
従者がアーンスランド城に数名おり、ゲーム中では『初代』のエンディングにてそれぞれ彼女の身の周りの世話を担う「ペジ」（小柄で隻眼）、「ムド」（大柄で縦長）という2人の執事が登場する。その他、設定にはサキュバス族の仲間も存在する模様。

## ゲーム上の特徴
『ストリートファイター』シリーズのリュウのような飛び道具や対空技といった、主人公キャラクターの持つ標準的な技を持つ。ただし、対空技についてはデミトリの「デモンクレイドル」とは異なり、モリガンの「シャドウブレイド」はダッシュ無しでもやや斜め上へ上昇するようになっているなど、リュウよりはむしろケンに近い要素も含まれている。
レバー入力を保持することで軌道が変化するダッシュや、攻撃判定の強い攻撃を多数持ち、無敵状態になれる技で瞬時に反撃へ転じることが可能など、攻守ともに優れた面を持つ。『ヴァンパイア』シリーズでは、シリーズが進むにつれてダッシュの性能が弱体化するなどの面もあるが、基本的な強さは変わっていない。
対戦型格闘ゲームの歴史において、EX必殺技「ダークネスイリュージョン」の、弱パンチ→弱パンチ→レバー前→弱キック→強パンチという豪鬼の「瞬獄殺」に代表されるようなボタン順押しコマンドの技を取り入れた最初のキャラクターであり、『初代』稼動当初はそのコマンドが筐体のコマンド表に記載されていなかったことも相俟って、「技の出し方が誰も分からなかった」という逸話がある。また、現在でこそカプコンの対戦格闘ゲームにおけるボタン順押しコマンド技の代名詞は「瞬獄殺」だが、それが初登場した『ストリートファイターZERO』よりも『初代』の方が稼動日は先である。そのため当初は「瞬獄殺」の方が「豪鬼ネスイリュージョン」などとプレイヤーたちに呼ばれていた。

## 技の解説

### 通常技
作品によって若干差異はあるが、ここでは『ヴァンパイア』シリーズでの技名称を掲載。なおジャンプ状態の垂斜の区別はない。また『MVC』シリーズでは立ち状態の遠近の区別が無い。
| 操作     | 立ち（近距離）                                  | 立ち（遠距離）                                | しゃがみ                                      | ジャンプ                                          |
| -------- | ----------------------------------------------- | --------------------------------------------- | --------------------------------------------- | ------------------------------------------------- |
| 弱パンチ | ネックチェリッシュ / ディジーウィスパー(※1)     | ディジーウィスパー                            | セデュースタッチ                              | リトルギムレット                                  |
| 中パンチ | ハートピアッシング                              | ギルティーシルエット / ハートピアッシング(※1) | エビルウイング                                | サプライズエッジ                                  |
| 強パンチ | エクスタシークライム / スプラッシュリビドー(※1) | スプラッシュリビドー                          | ミステリアスアーク / エクスタシークライム(※1) | オーガズムワイア                                  |
| 弱キック | ナイトスウィープ                                | ナイトスウィープ                              | サキュバスヒール / スーシングティップ(※1)     | ハードエレクシオン / ハードポイント(※1)           |
| 中キック | レッグインパルス                                | レッグインパルス                              | ダスクミラージュ / センシャルインサート(※1)   | コケティッシュライン                              |
| 強キック | ネクロディザイア / ディープクレシェンド(※1)     | ディープクレシェンド                          | トワイライトループ                            | アトラクティヴアングル / コケティッシュライン(※2) |

※1 『MVC』シリーズのみ
※2 『初代』のみ

### 特殊技
バーチカルダッシュ
通常のダッシュより縦方向に急な角度で行うダッシュ。途中で通常のダッシュ軌道に切り替えることも可能で、『セイヴァー』以降は通常のダッシュからバーチカルダッシュに切り替える「ダッシュシフト」も可能。前方と後方の両方に対応している。
バーニアダッシュ
『MvC』シリーズで実装。大きくU字型に弧を描く空中ダッシュ。上昇版と下降版の2種類が存在する。
エクスタシークライム
自分の目前で地面から羽根を槍の様に変形させて出現させ、相手を上方へ打ち上げる。『ヴァンパイア』シリーズでは近距離立ち強パンチとなっている。『MvC』シリーズではしゃがみ強パンチに設定されており、エリアルレイヴの始動技でもある。『PF』では代わりに竹槍を出現させる「バンブークライム」となっている。
ミステリアスアーク
しゃがんだ姿勢で上半身をひねり、背中の翼の先端が変化した刃を前へ振るう技。『ヴァンパイア』シリーズではしゃがみ強パンチだが、『MvC』シリーズおよび『CvS』シリーズでは特殊技に設定されている。
ネクロディサイア
側転の形で進行方向に進みながら相手を蹴る。『ヴァンパイア』シリーズでは近距離立ち強キックで4ヒットする。『MvC』シリーズでは特殊技に設定されている。
ケアレスナース
『PF』でのダッシュパンチ。コスプレで看護婦に扮し、車椅子を押したまま突進する。
モップウィスパー
『PF』でのダッシュキック。メイド服を着たメイドに扮し、相手の足元にモップ掛けを行う。
スプラッシュリビドー
背の羽根を複数の先鋭な槍のように変形させ、前方に突き出す。『ヴァンパイア』シリーズでは遠距離立ち強パンチ、『PF』では特殊技に設定されている。ただし、後者では前者の刃先に全て下駄や長靴など、様々な種類の履物が被せられている。『ガンバード2』では接近攻撃。
ダークハーモナイザー
『MvC3』でのヴァリアブルアシストγ。アシスト専用技でメイン操作時は使用不可。画面に出現し味方へ投げキッスを送ることで、ハイパーコンボゲージを増加させる。

### 投げ技
ムーントレイサー
通常投げ。掴んだ相手を前方か後方に内股の要領で地面に叩きつける技。
ブレストアンギッシュ
『セイヴァー』から登場したキックボタン投げ。掴んだ相手を腕に巻き付け、棒状に変形させた羽根の先から弾丸のように発射し、画面端に叩き付ける。技後は相手との間合いが離れる。
『頂上決戦 最強ファイターズ SNK VS. CAPCOM』（以下『SvC』）のみ「荒技!顔面鷲掴み」という技名になっている。
セクシャルエンブレイス
空中投げ。掴んだ相手を、羽根をスラスターに変形させて上空へ持ち上げ、そこから回転しながら地面に叩き付ける。相手を掴んでからの演出は「ベクタードレイン」と同様である。『MvC』『MvC2』では、下記の投げ技になっている。
空中投げ（正式名称不明）
空中投げ。『MvC』『MvC2』のみに実装されている。空中の相手を捕えて乗りかかり、両足で相手の体を踏み付け地面に叩き付ける。なお、同作では「セクシャルエンブレイス」は使用できない。

### 必殺技
ソウルフィスト
前方へ拳を突き出し、コウモリ型の光弾を放つ飛び道具。全作品を通して使用可能。『ヴァンパイア』シリーズの弱威力のみ、途中で消える。『MvC』シリーズでは、下記のES仕様の光弾が飛んでいく。『PF』ではレベルアップ対応必殺技（赤）で、LV3がES仕様になる。『ガンバード2』ではスーパーショット「サキュバスアタック」として使用している。
ES版は、光弾が巨大化してコウモリから巨大なネコ科の頭骨のような形状へ変わっており、3ヒットする。『CvS2』では、後述のスーパーコンボ「ソウルフェニックス」として使用。
空中ソウルフィスト
空中から「ソウルフィスト」を斜め下方へ発射する。『初代』や『ハンター』では、コマンドが地上版とは異なっていた。発射後は反動で後方へ跳ね、着地する。
ES版は地上版と同様に、光弾がパワーアップする。
ソウルドレイン
『ULTIMATE MARVEL VS. CAPCOM 3』でのみ使用。見た目は「ソウルフィスト」と同様だが、ヒット時は相手のハイパーコンボゲージを吸収する。
ハーモナイズスピア
『MARVEL VS. CAPCOM: INFINITE』で追加された設置型飛び道具。ジャンプして空中に設置したコウモリを変化させた槍で、斜め下を突く。ボタンを押している間発動を留められる。弱ではその場に留め、強では溜めている間コウモリが前進する。空中発動可能時はその場に設置する。
ヒットすると一定時間相手の頭上にコウモリが纏わり付く特殊状態になり、この状態の相手に「ソウルフィスト」を当てると通常よりゲージ上昇率が高くなるという、「ダークハーモナイザー」と「ソウルドレイン」を一部引き継いだような技。
シャドウブレイド
羽根を刃に変形させ、斜め上方へ飛ぶ対空技。ガードキャンセルにも対応。『MvC』シリーズでは下記のES版に似たものになっており、空中からも出せる。『PF』ではレベルアップ対応必殺技（黄）。なお、本シリーズでは根元のみ空中ガード不能の作品があるが、『MvC』シリーズでは空中ガード可能。
ES版は地面から分身が飛び出し、ヒット数が増加する。『CvS』シリーズでは、後述のスーパーコンボ「カーディナルブレイド」として使用。
シェルキック
空中で羽根をドリルに変形させ、脚部に纏わせて斜め下方に降下する。本シリーズでは『セイヴァー』のみ削除され、『ヴァンパイア』以外の作品や『MvC』『CvS』シリーズ、『PF』では特殊技扱いになっている。また、『MvC』のみ真下に落ちる。
シェルピアス
『ハンター』以降から追加されたダウン追撃。ダッシュモーションで相手の真上へ移動してから羽根を足に巻き付けて尖らせ、相手を突き刺すように落ちる。4ヒット（ES版は8ヒット）するが、『PF』では1ヒット。
『MvC』シリーズでは空中からの特殊技として出すことが可能で、真下に落ちる。
ベクタードレイン
全作品に共通する投げ必殺技。相手を掴んだまま空中へ飛び、掛け声とともに錐揉み回転しながら地面に叩き付ける。ES版は掛け声が高笑いに変わる。相手を掴むまでに若干時間が掛かるが、掴むまでは無敵状態になっており、打撃攻撃を重ねられても技が決まる。『TvC』シリーズでは、プレイヤーキャラクターであれば巨大な相手でも投げることが可能。
パラサイトロール
『PF』でのレベルアップ対応必殺技（青）で、羽根を刃に変えてスピンしつつ突進する。リリスの「メリーターン」に類似した技。『NAMCO x CAPCOM』（以下『NxC』）でも、リリスがパートナーに加わっていない間のみ「メリーターン」の代わりに使用可能。
ジャパニーズサマーメモリー
『PF』のみのコマンド投げ技。浴衣に着替え、相手に花火の筒を被せて空高く打ち上げる。

### EX必殺技（超必殺技）
ダークネスイリュージョン
登場する対戦型格闘ゲーム全作品で使用可能なゲージ消費技。先述通りのボタン順押しコマンドである。宙に浮いた状態で相手に突進し、食らった相手を自分と分身で挟んで左右から同時に連続攻撃を決める。『初代』では空中で出せず、空中の相手にヒットしても連続攻撃が発動しなかったが、『ハンター』以降は空中でも出せるようになった。ヒット効果は、相手が地上か空中かで異なる。地上の相手にヒットした際や地上版が空中の相手にヒットした際の技の演出が大きく変化する他、ヒット数の減少や『ヴァンパイア』シリーズ限定で技後の追撃が不可能になるなど、技の性質も変化する。投げ技属性である豪鬼の「瞬獄殺」とは違い、打撃技属性なのでガードが可能。『PF』『MvC』シリーズ、『SvC』『TvC』ではコマンドが異なり、レバー操作+ボタン押しのコマンドである。コマンドは作品によって異なり、『PF』ではボタン順押しコマンドも用意されている。『MvC』シリーズではコマンド完成から発動するまでが異様に遅く、連続技には組み込めない。『CvS』シリーズや『TvC』『MvC3』では、レベル3 (MAX) 専用技となっている。『PF』のものは『ヴァンパイア』の性能に近く、空中版が存在しない。
『PF』『SvC』（レベル2 (MAX) のみ）、『NxC』（リリスとペアを組んで以降）、『TvC』では分身の代わりにリリスが登場する。
バルキリーターン
『MvC』シリーズや『PF』以外の対戦型格闘ゲーム全作品で使用可能なゲージ消費技。羽根を変形させたスラスターで相手後方の画面外へ高速で飛び出したあと、下半身にドリルと化した羽根を纏いながら戻ってきて相手を攻撃する。戻ってくる際に再度ボタンを押さなければ攻撃せずに着地するが、それまでモリガン本体は無敵状態。『ヴァンパイア』シリーズでは相手へのヒット時にキックボタン連射でヒット数が増加するほか、戻ってくる時の軌道がコマンド入力時の弱中強キックボタンの組み合わせで3通りに変化するが、『CvS』シリーズではレベルが存在するためにボタンでの軌道変化はできず、画面外へ高速で飛び出したあとに上下のレバー入力を行うことにより、戻ってくる時の軌道変化が可能となっている。『セイヴァー2』『ハンター2』ではダークフォース中に出すと帰ってくる際に3体に分身するが、この分身は攻撃を出すと消える。
フィニッシングシャワー
『セイヴァー』以降に追加されたボタン順押しコマンドのEX必殺技。羽根を弾丸と化し、連続発射する。攻撃の発生が遅く、当てるのが困難。VSシリーズでは弾丸がミサイルに変更されている。
クリプティックニードル
『セイヴァー』以降に追加されたボタン順押しコマンドのEX必殺技。羽根を棒状と化して伸ばし、ヒットした相手を痺れさせてダメージを与える。『セイヴァー』では回復可能なダメージが極端に少なく、安定したダメージを与えられる。
アストラルヴィジョン
『ハンター』以降に追加されたボタン順押しコマンド技。『セイヴァー』のみ、ダークフォースとしての扱い。相手を挟んで反対側に、姿も動きも左右対称の分身を作る。攻撃時のヒット数はそれぞれ1発当てるごとに2倍になるが、攻撃力は通常時の半分になるため、結果的に与えるダメージは変化しない。しかし、仰け反りがなくなるために通常では不可能な連続技が可能になる。また、飛び道具である「ソウルフィスト」と「フィニッシングシャワー」は例外で、「アストラルヴィジョン」中に当てると本来のダメージの2倍になる。これを利用することにより、即死コンボを決めることも可能。『セイヴァー』以外では空中でも発動可能。
ソウルイレイザー
『MvC』シリーズのハイパーコンボ。羽根とコウモリを巨大なレーザーキャノンと周囲に滞空するオプションに変形させ、レーザーを一斉掃射する。攻撃判定の発生が早く長い上に有効範囲や削りダメージも大きい。『TvC』では削除された。
シルエットブレイド
『MvC』シリーズのハイパーコンボ。数体のリリスが順にモリガンの近くの地面から画面端まで連なりながら、「シャイニングブレイド」を放っていく対空技。
『TvC』では本技と「ソウルイレイザー」が削除された代わりに、「バルキリーターン」と「フィニッシングシャワー」が採用されている。
エターナルスランバー
『MvC』のみに存在する、ボタン順押しコマンドのハイパーコンボ。リリスとともに空中からハート型の光球を相手に向かって飛ばし、ヒットするとピンクのカーテンが画面横からスライドしてきてステージが覆い隠され、モリガンと相手のシルエットのみがフラッシュバックで表示されたあとに相手はダメージを受けて倒れるという、モリガンのサキュバス設定を活かしたエロティックな描写が展開される。ハート型の光球はガード不能であるが、相手に避けられてしまうと技が発動せずに終わる。また、ハイパーコンボゲージ3本を消費する割には威力も低い。
シャドウサーヴァント
『MvC3』にて追加されたハイパーコンボ。黒い影を纏った数体の分身が順にモリガンの近くの地面から画面端まで連なりながら、「シャドウブレイド」を放っていく。
技のモーションは「シルエットブレイド」と同様である。
カーディナルブレイド
『CvS』シリーズのみのスーパーコンボ。見た目や性能は、『ヴァンパイア』での「ESシャドウブレイド」と同様。
ソウルフェニックス
『CvS2』のみのスーパーコンボ。見た目や性能は、「ESソウルフィスト」と同様で、空中での使用も可能。
デスブレイド
『PF』のマイティコンボ。多段ヒットする「シャドウブレイド」を、3連続で繰り出す。
パラサイトテンペスト
『PF』のマイティコンボ。「パラサイトロール」の強化版で、翼を刃に変えてその場で高速回転する。

### その他の技
サーチスピアー
『ガンバード2』でのサブショット。「シェルピアス」の先端に似た円錐型のホーミング弾を発射する。
バルキリーイリュージョン
『ガンバード2』でのボム。ダークフォース版「バルキリーターン」を発展させたような技。モリガン本体が頭上高く舞い上がり、画面下から脚部にドリル化した羽根を纏う7体の分身が次々と出現し、並列に突進する。
ミッドナイトフェスティバル
『NxC』でのデミトリとの協力攻撃。敵2体に対し、それぞれデミトリによる吸血、モリガンによる精気吸収を行った後に「デモンクレイドル」と「シャドウブレイド」でとどめを刺す。
『PXZ2』ではデミトリ&モリガンの複数技として登場。モリガンは「アストラルヴィジョン」で分身してから「ソウルフィスト」を、デミトリは左右を瞬間移動しながら「カオスフレア」をそれぞれ連発し、止めに「空中ソウルフィスト」と「デモンブラスト」を同時に繰り出す。

## リリス風モリガン
『MvC』では隠しキャラクターとして、モリガンのバージョン違いの「リリス風モリガン」が登場する。モリガンとリリスが、頭をぶつけ合ったショックで精神が入れ替わったキャラクターという設定。
見た目はリリスに似た配色のモリガンで、逆に演出で登場するリリスがモリガンの配色になっている。精神はリリスだが、言動はモリガンのそれを真似ており、勝利台詞や最終ボスのオンスロートとの会話ではモリガン口調の台詞が表示されつつ、括弧内にリリスの精神台詞が表示される形となっている。
エンディングでは元に戻るべく再度頭をぶつけ合おうとするが、ザンギエフが頭突き特訓と勘違いして乱入。3人で頭をぶつけ合った結果、モリガンは元に戻るが、今度はリリスとザンギエフが入れ替わる。その後、ザンギエフは入れ替わったことに戸惑うもののリリスになりきり、モリガンと共に魔界へ帰ってしまった後、遅れてザンギエフの身体で目覚めたリリスが絶叫するというものになっている。

### リリス風モリガンの技
技名の多くがリリスの技になっているが、通常技なども含め基本的にモリガンの技をベースにしている。

#### 特殊技
ネクロディザイア、ミステリアスアーク、シェルキック、シェルピアス
本来のリリスは使用しない技で、同作のモリガンが使う同名技とほぼ同性能。
バーニアダッシュ
本来のリリスは使用しない技で、同作のモリガンが使う同名技とほぼ同性能だが、より低空で使用可能。

#### 必殺技
ソウルフラッシュ
ハート型の光球を拳から放つ飛び道具。「ソウルフィスト」とは異なり、画面端まで届かず途中で消える。
シャイニングブレイド
「シャドウブレイド」とほぼ同性能だが、同作のモリガンとは違い空中では使用不可。
ベクタードレイン
本来のリリスは使用しない技で、同作のモリガンが使う同名技とほぼ同性能。

#### ハイパーコンボ
ルミナスイリュージョン
「ダークネスイリュージョン」とほぼ同性能。動作はリリスの同名のEX必殺技ではなくモリガンに準じている。
スプレンダーラブ
「ベクタードレイン」のモーションで「シャイニングブレイド」の動作をしたリリス（精神はモリガン）を抱え、無数の蝙蝠を周囲に纏いながら斜め上に上昇して連続攻撃する技。リリスの同名のEX必殺技と性能は同様だが、動作は全くの別物。
ブリリアントシャワー
「フィニッシングシャワー」と同じポーズで、モリガン本体から光のコウモリが無数に発射される。攻撃判定の発生は遅い。

## 特殊なダメージモーション
ミッドナイトブリス（デミトリ）
ミッドナイトブリスを受けた状態、いわゆる「ブリス化」では他のキャラクターは全て美女に変えられてしまうが、モリガンのみ大きな頭部と背にコウモリの羽根がある少女人形じみた姿にされ、吸血後の姿はコウモリのマスコットのようなものとなる。
王家の裁き（アナカリス）
コウモリの姿で、画面内を低速で移動することしかできなくなる無防備な状態。『MvC2』ではこのグラフィックが存在せず、他のキャラクターと同じ奴隷人形の姿になる。
とが首さらし（ビシャモン）
生首の後頭部。顔は見えない。
サングェ＝パッサーレ（ジェダ）
頭の羽根が膨張する。

## 登場ゲーム作品
- ヴァンパイアシリーズ
  - ヴァンパイア
  - ヴァンパイア ハンター
  - ヴァンパイア セイヴァー
  - ヴァンパイア ハンター2
  - ヴァンパイア セイヴァー2
  - ヴァンパイア セイヴァー EX エディション
  - ヴァンパイア クロニクル for Matching Service
  - ヴァンパイア クロニクル ザ カオスタワー
  - ヴァンパイア ダークストーカーズコレクション
- VS.シリーズ
  - MARVEL VS. CAPCOM CLASH OF SUPER HEROES
  - MARVEL VS. CAPCOM 2 NEW AGE OF HEROES
  - MARVEL VS. CAPCOM 3 Fate of Two Worlds
  - ULTIMATE MARVEL VS. CAPCOM 3
  - MARVEL VS. CAPCOM: INFINITE
  - タツノコ VS. CAPCOM CROSS GENERATION OF HEROES
  - TATSUNOKO VS. CAPCOM ULTIMATE ALL-STARS
- その他
  - ポケットファイター
  - スーパーパズルファイターIIX
  - お散歩モリガン（携帯アプリ）
  - モンスターハンター フロンティア オンライン（モリガンを模したコスチュームが装備できる）
  - 鬼武者Soul
  - オトレンジャー（スマートフォンアプリ）
- SNKとのクロスオーバー
  - カプコン バーサス エス・エヌ・ケイ ミレニアムファイト 2000
  - CAPCOM VS. SNK PRO
  - CAPCOM VS. SNK 2 MILLIONAIRE FIGHTING 2001
  - 頂上決戦 最強ファイターズ SNK VS. CAPCOM
  - SNK VS. CAPCOM 激突カードファイターズシリーズ
- 他社
  - ガンバード2（ドリームキャスト版）
  - NAMCO x CAPCOM
  - クロスエッジ
  - PROJECT X ZONE
  - PROJECT X ZONE 2:BRAVE NEW WORLD
  - TEPPEN（GungHo社との共同開発スマートフォンアプリ。主要登場人物〈ヒーロー〉として登場している[8]）
  - クイーンズブレイド リミットブレイク[9]

## 声の出演
- 神宮司弥生（ゲーム作品の一部を除いたほぼ全て[10][11]）
- 佐久間レイ（OVA『THE ANIMATED SERIES ヴァンパイアハンター』、ドラマCD『ヴァンパイアハンター The Animated Series』、『ガンバード2』）
- 井上喜久子（ドラマCDおよびカセット ヴァンパイアハンター『ヴァンパイア・ナイト 〜お笑い夜の祭典〜』、『ダークネスミッション 〜特選バター醤油味〜』）
- 冬馬由美（ドラマCD『電撃CD文庫EX ヴァンパイア 〜ザ ナイト ウォーリアーズ〜』）
- 田中理恵（『MARVEL VS. CAPCOM 3』、『PROJECT X ZONE』[12]、『鬼武者Soul』、『PROJECT X ZONE 2:BRAVE NEW WORLD』[13]）
- シボーン・フリン（『MARVEL VS. CAPCOM: INFINITE』）

## 備考
- 『セイヴァー』では以下のように隠し勝利ポーズがある。出現確率はいずれも256分の1。
  - パーフェクト勝利時、ブリス化したものと同じ姿になって浮遊する。
  - 削りKO時、ブリス化で吸血された状態になって浮遊する。
  - 体力1ドット以下で勝利すると、地上でブリス化する。浮遊はしない。
- 『ヴァンパイア』シリーズでのホームステージは、魔界のアーンスランド城前。ただし、『セイヴァー』ではステージ名が「DESERTED CHATEAU（忘れ去られし居城）」となっている。
- 『スーパーパズルファイターIIX』では、連鎖アクションなどで春麗やさくら、ダンのコスプレを披露する。これらは、『PF』でも隠し勝利ポーズとして実装されている。
- カプコンの有料携帯サイト「ケータイカプコン」では、モリガンを主役にしたアクションゲーム『お散歩モリガン』が配信されていた。
- 『デビルメイクライ3』には、「ネヴァン」という電撃とコウモリを操る女悪魔が登場する。これは『ヴァンパイア』シリーズにおけるモリガンとの関連と、ケルト神話における「三位一体神」の女神モリガンとネヴァンに基づく名を付けたキャラクターである[14]。